# Верховная Жрица (карта Таро)

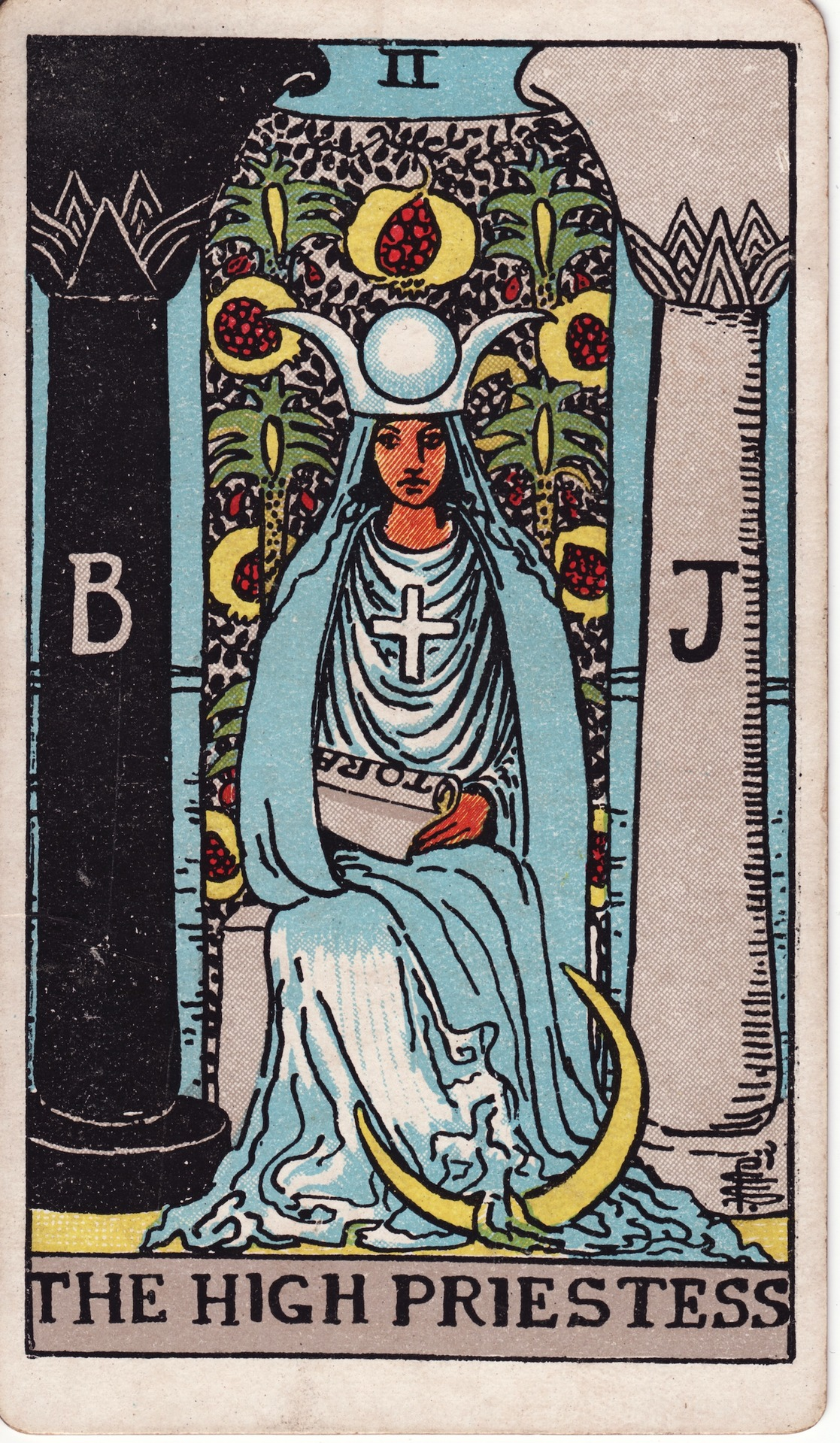
Таро Райдера — Уэйта

Верховная Жрица, Папесса, Попадья — карта № 2 старших арканов колоды Таро.

## Сюжет карты
На карте изображена сидящая взрослая моложавая женщина. Она имеет религиозный облик, одета в жреческое платье. Обычно изображается со свитком в руках.
- Колоды XVIII—XIX веков: На голове жрицы одета папская тиара, за её головой изображено висящее покрывало, скрывающее её лицо от взглядов сзади и сбоку.

- Таро Райдера-Уэйта и Таро Папюса: На голове жрицы надета не христианская папская тиара, а головной убор древнеегипетский лунной богини Хатхор, в древности слившейся с образом богини Исиды. Под ногами жрицы изображён серп Луны. Справа и слева от жрицы изображены две колонны Храма Соломона — Боаз и Яхин, одни из важнейших символов масонства.

Исида очень почиталась западными оккультистами XIX — начала XX веков; например, Папюс считал, что эта жрица сидит на ступенях храма Исиды, хотя самой Исидой называл образ женщины на карте Императрица.
- Таро типа Безансон: В Безансонских колодах (1750–1850 гг.), созданных в Южной Франции, Швейцарии и Южной Германии, Жрицу заменяет римская богиня Юнона, а Папу — бог Юпитер. Такое изменение, вероятно, связано с религиозными соображениями, так как изображения Папы и Жрицы в картах считались кощунственными. В итальянском Болонском Таро эти карты были вовсе заменены нейтральными изображениями.
- В поздних колодах, вуаль может изображаться не за жрицей, а скрывает её лицо. Это связано и с названием журнала Папюса «Вуаль Исиды» и с книгой Е. Блаватской «Разоблачённая Изида». К колоннам и сидящей жрице могут вести ступени.
- Образ папессы на карте основывается на легенде о папессе Иоанне, которая стала популярной после включения легенды в книгу Джованни Боккачо «О знаменитых женщинах» («De claris mulieribus», начата около 1361)[1].

## Соответствия в классических колодах
| Колода | № | Буква иврита | Символ (астрология, стихия) | Оригинальное название |
| --- | - | ------------ | --------------------------- | --------------------- |
| Таро Папюса                                                                                                 | 2 | ב            | Луна                        |                       |
| Таро Райдера-Уэйта                                                                                          |   |              |                             | The High Priestess    |
| Таро Тота                                                                                                   | 2 | ג            | Луна                        | The Priestess         |
| Египетское Таро                                                                                             |   |              |                             |                       |
| Марсельское Таро, Фламандское Таро Ванденборре (1780), Таро Ломбардии (1810), Таро Карло Делло Рокка (1835) |   |              |                             | La Papesse            |

## В поп-культуре
Карта Верховная Жрица отражает характерные черты антагониста видеоигры Silent Hill 3 — Клаудии Вульф. Согласно разработчикам, карта символизирует веру, тайну и догматизм.